# 友泳龙属
友泳龙属（学名：Nakonanectes）是种白垩纪晚期的薄板龙科蛇颈龙类，于2010年在美国蒙大拿州发现，是已知生存年代最晚的北美薄板龙科之一。其颈部较短，与其他薄板龙科不同。

## 描述
2010年11月，猎人大卫·布拉特（David Bradt）在查尔斯·拉塞尔国家野生动物保护区一座峡谷中意外发现一具薄板龙科化石。标本被证实为薄板龙科的短颈新物种，后来命名为布氏友泳龙（Nakonanectes bradti）。
正模标本MOR 3072近乎完整。其中包括颅骨，在薄板龙科化石中较为少见。化石其它材料包括前段颈椎、部分背椎及尾椎、不完整的前后肢、腹肋、部分胸带和骨盆带以及肋骨。
化石发现于称作熊爪组的坎帕阶晚期／马斯特里赫特阶早期岩层，使其成为已知最后栖息于西部内陆海道的薄板龙科之一。
布氏友泳龙身长仅有5.1至5.6（17至18英尺），使其成为已知最小的薄板龙科之一。它还有着较大多数薄板龙科更为短小的颈部，仅有39至42节颈椎。

## 分类
丹妮尔·塞拉托斯（Danielle Serratos）、帕特里克·德鲁肯米勒（Patrick Druckenmiller）与罗杰·本森（Roger Benson）发现布氏友泳龙类似极泳龙亚科——一类化石在南美发现的薄板龙科。这表明短颈薄板龙科是从全球多个地区进化出来的。